# Mézerolles
Mézerolles és un municipi francès situat al departament del Somme i a la regió dels Alts de França. L'any 2007 tenia 199 habitants.

## Demografia

### Població

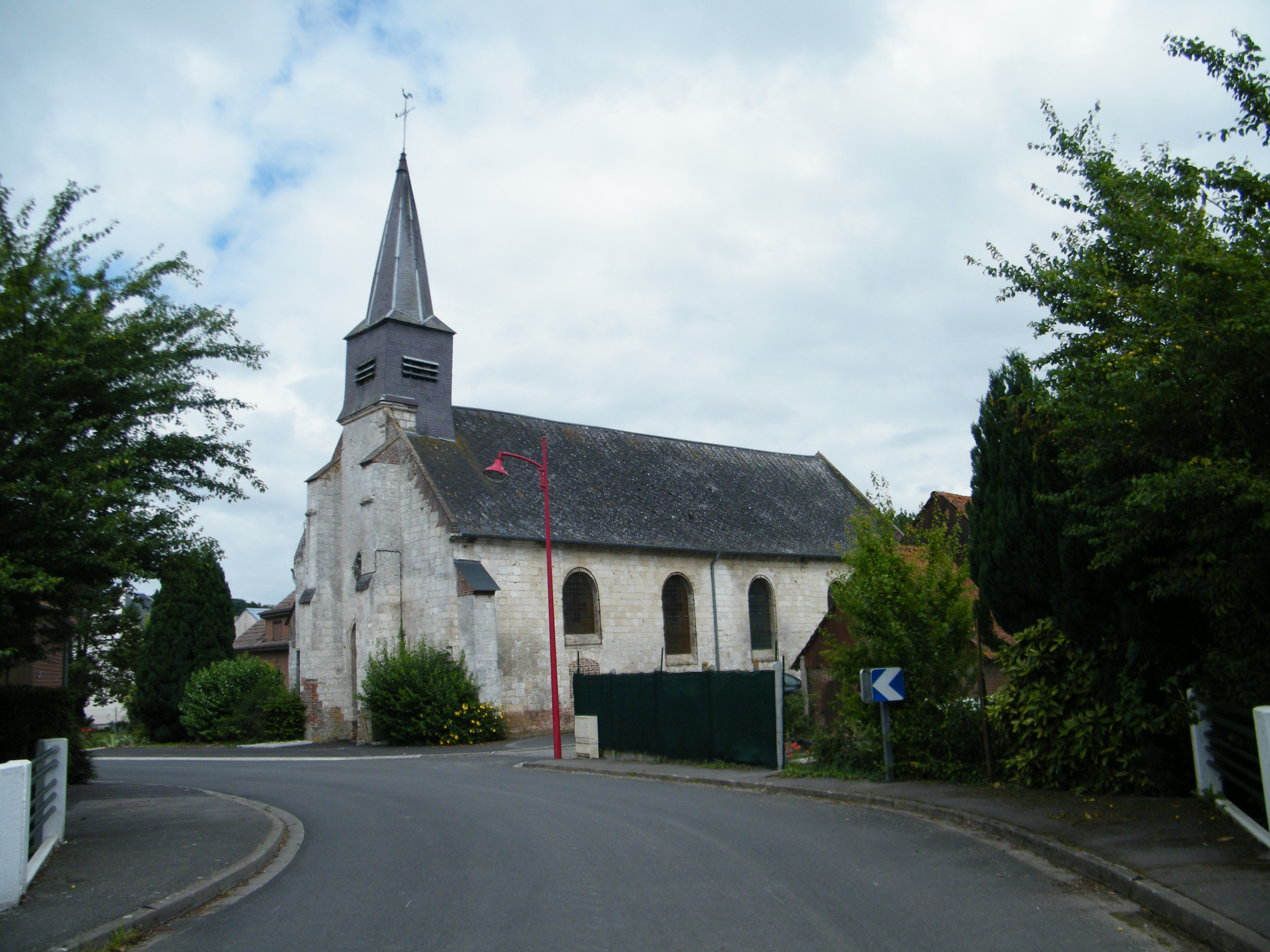

El 2007 la població de fet de Mézerolles era de 199 persones. Hi havia 72 famílies de les quals 12 eren unipersonals (8 homes vivint sols i 4 dones vivint soles), 24 parelles sense fills, 32 parelles amb fills i 4 famílies monoparentals amb fills.
La població ha evolucionat segons el següent gràfic:
Habitants censats

### Habitatges

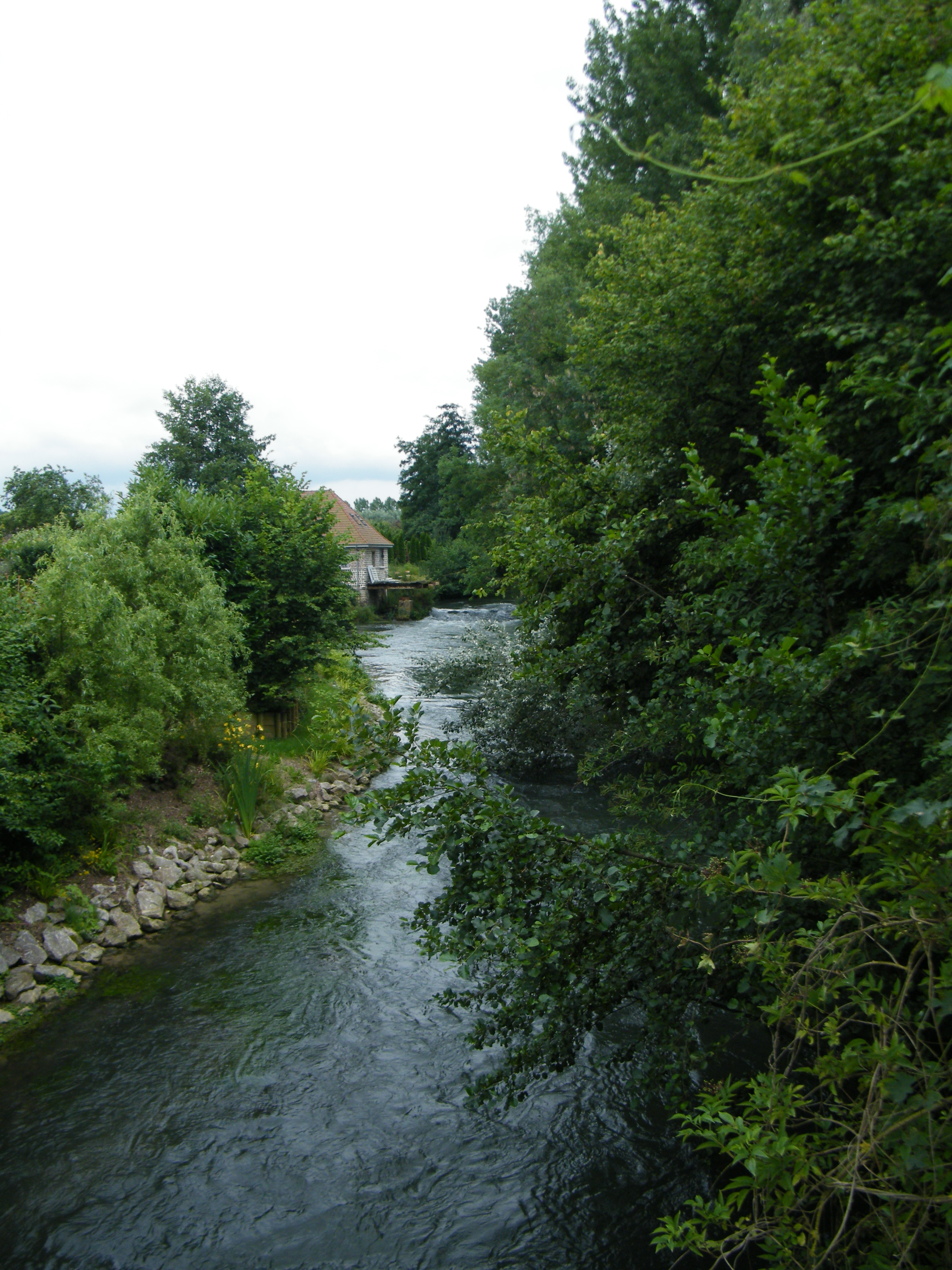

El 2007 hi havia 100 habitatges, 79 eren l'habitatge principal de la família, 14 eren segones residències i 7 estaven desocupats. Tots els 98 habitatges eren cases. Dels 79 habitatges principals, 69 estaven ocupats pels seus propietaris, 8 estaven llogats i ocupats pels llogaters i 2 estaven cedits a títol gratuït; 3 tenien dues cambres, 10 en tenien tres, 25 en tenien quatre i 41 en tenien cinc o més. 64 habitatges disposaven pel capbaix d'una plaça de pàrquing. A 41 habitatges hi havia un automòbil i a 32 n'hi havia dos o més.

### Piràmide de població
La piràmide de població per edats i sexe el 2009 era:
| Homes | Edats   | Dones |
| ----- | ------- | ----- |
| 0     | 95 o +  | 0     |
| 0     | 90 a 94 | 0     |
| 0     | 85 a 89 | 4     |
| 4     | 80 a 84 | 8     |
| 0     | 75 a 79 | 8     |
| 4     | 70 a 74 | 4     |
| 0     | 65 a 69 | 4     |
| 8     | 60 a 64 | 0     |
| 4     | 55 a 59 | 0     |
| 8     | 50 a 54 | 12    |
| 12    | 45 a 49 | 4     |
| 4     | 40 a 44 | 20    |
| 4     | 35 a 39 | 0     |
| 4     | 30 a 34 | 0     |
| 8     | 25 a 29 | 4     |
| 8     | 20 a 24 | 4     |
| 0     | 15 a 19 | 12    |
| 0     | 10 a 14 | 8     |
| 8     | 5 a 9   | 8     |
| 4     | 0 a 4   | 4     |

## Economia

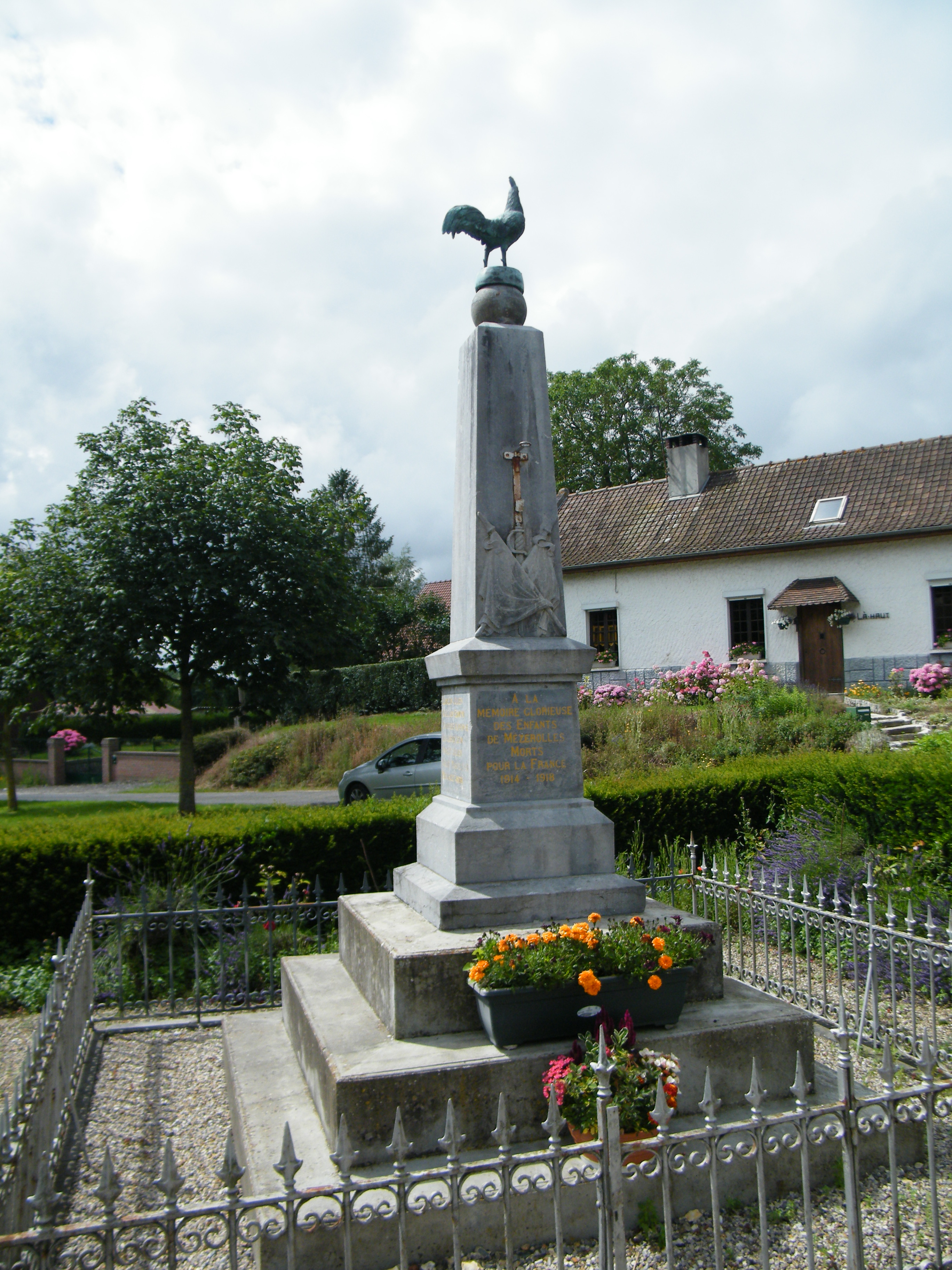

El 2007 la població en edat de treballar era de 139 persones, 93 eren actives i 46 eren inactives. De les 93 persones actives 86 estaven ocupades (51 homes i 35 dones) i 7 estaven aturades (2 homes i 5 dones). De les 46 persones inactives 14 estaven jubilades, 10 estaven estudiant i 22 estaven classificades com a «altres inactius».

### Ingressos
El 2009 a Mézerolles hi havia 77 unitats fiscals que integraven 189 persones, la mediana anual d'ingressos fiscals per persona era de 14.226 €.

### Activitats econòmiques
Dels 3 establiments que hi havia el 2007, 1 era d'una empresa de comerç i reparació d'automòbils i 2 d'empreses de transport.
L'any 2000 a Mézerolles hi havia 4 explotacions agrícoles.

## Equipaments sanitaris i escolars
El 2009 hi havia una escola elemental.

## Poblacions més properes
El següent diagrama mostra les poblacions més properes.